# Płatkownica
Płatkownica (prononciation : [pwatkɔvˈnit͡sa]) est un village polonais situé dans la gmina de Sadowne dans le powiat de Węgrów et en voïvodie de Mazovie dans le centre-est de la Pologne.
Ce village se trouve à environ 4 kilomètres au nord de Sadowne, 34 kilomètres au nord de Węgrów (chef-lieu du powiat) et à 78 kilomètres au nord-est de Varsovie (capitale de la Pologne).
Le village a une population de 282 habitants en 2002.

## Histoire
De 1975 à 1998, le village appartenait administrativement à la voïvodie de Siedlce.